# 송달용
송달용(宋達鏞, 1934년 3월 11일~2024년 12월 3일)은 대한민국의 정치인이다. 민선 초대 파주군수·파주시장을 역임했다

## 학력
- 금촌국민학교 졸업
- 문산중학교 졸업
- 문산종합고등학교 졸업
- 동국대학교 농림대학 농학과 졸업
- 서울대학교 환경대학원 도시환경고위정책과정 수료

## 경력
- 1958년 경기도청 농산국 농무과
- 1970년 경기도청 내무국 지방과
- 1971년 파주군청 내무과장
- 1975년 파주군 부군수
- 1981년 의정부시 부시장
- 1983년 안양시 부시장
- 1984년 과천출장소장 (관선)
- 1984년 가평군수 (관선)
- 1986년 고양군수 (관선)
- 1988년 파주군수 (관선)
- 1988년 수원시 장안구청장
- 1989년 경기도청 도시국장
- 1991년 경기도청 내무국장
- 1992년 고양시장 (관선)
- 1995년 초대 민선 파주군수
- 1996년 초대 민선 파주시장

## 역대 선거 결과
|  | 69.25% |

|  | 53.71% |